# Parlamentswahl in Albanien 2025
- BASHKE: 1
- PS: 83
- PSD: 3
- NISMA-SHB: 1
- PD-ASHM: 50
- MUNDESIA: 2

Die Parlamentswahl in Albanien 2025 fand am 11. Mai 2025 statt. Es war die zehnte Wahl zum Kuvendi i Shqipërisë, dem Parlament der Republik Albanien, seit dem Sturz des kommunistischen Regimes 1990/91.
Bei der ersten Wahl nach der offiziellen Aufnahme der Beitrittsverhandlungen zur EU hat die Partia Socialiste e Shqipërisë eine absolute Mehrheit der Stimmen und Mandate gewonnen.

## Wahlsystem
Das aktuelle Wahlrecht (Stand 2022) sieht folgendes Vorgehen vor:
Die 140 Mitglieder des Parlaments werden in zwölf Mehrpersonenwahlkreisen bestimmt, die den zwölf Qarks entsprechen. Es ist eine Verhältniswahl mit unveränderbaren Parteilisten. Die Wahlhürde ist auf ein Prozent reduziert. Die Sitze werden nach dem D’Hondt-Verfahren auf die Parteien verteilt.
Zudem mussten die Wähler von der Wahlliste einen bevorzugten Kandidaten bestimmen.

Zahl der gewählten Abgeordneten pro Wahlkreis

| Qark        | Registrierte Wähler | Sitze |
| ----------- | ------------------- | ----- |
| Berat       | 184.612             | 7     |
| Dibra       | 132.858             | 5     |
| Durrës      | 359.832             | 14    |
| Elbasan     | 349.144             | 14    |
| Fier        | 405.955             | 16    |
| Gjirokastra | 124.224             | 4     |
| Korça       | 286.166             | 11    |
| Kukës       | 83.808              | 3     |
| Lezha       | 168.975             | 7     |
| Shkodra     | 273.801             | 11    |
| Tirana      | 911.573             | 36    |
| Vlora       | 319.744             | 12    |

## Ausgangslage
Bei der Wahl 2021 war die Partia Socialiste e Shqipërisë (PS) erneut stärkste Kraft. Die Partia Demokratike e Shqipërisë (PD) und zwölf kleinere Parteien konnten als Koalition „PD-AN“ Zugewinne verzeichnen, während die Lëvizja Socialiste për Integrim (LSI) ihr Ergebnis halbierte. Des Weiteren konnte die Partia Socialdemokrate e Shqipërisë (PSD) Stimmen dazugewinnen und Plätze im Parlament erlangen.

## Ergebnis
| Listen                                                                                   | Listen                                                                       | Stimmen   | %    | Mandate |
| ---------------------------------------------------------------------------------------- | ---------------------------------------------------------------------------- | --------- | ---- | ------- |
|                                                                                          | Partia Socialiste e Shqipërisë (PS)                                          | 806.582   | 52,3 | 83      |
|                                                                                          | Koalicioni Partia Demokratike - Aleanca për Shqipërinë Madhështore (PD-ASHM) | 519.845   | 33,7 | 50      |
|                                                                                          | Koalicioni Nisma Shqipëria Bëhet (NISMA-SHB)                                 | 60.495    | 3,9  | 1       |
|                                                                                          | Partia Socialdemokrate (PSD)                                                 | 49.213    | 3,2  | 3       |
|                                                                                          | Partia Mundësia (MUNDESIA)                                                   | 48.122    | 3,1  | 2       |
|                                                                                          | Lëvizja Bashkë (BASHKE)                                                      | 23.906    | 1,6  | 1       |
|                                                                                          | Partia Koalicioni Euroatlantik (KEA)                                         | 20.463    | 1,3  | —       |
|                                                                                          | Koalicioni Djathtas për Zhvillim (DZH)                                       | 5.968     | 0,4  | —       |
|                                                                                          | Partia Aleanca Kombëtare Shqiptare (AKSH)                                    | 3.468     | 0,2  | —       |
|                                                                                          | Lëvizja Atdheu (LA)                                                          | 2.262     | 0,1  | —       |
|                                                                                          | Partia Aleanca Demokracia e Re (ADR)                                         | 1.110     | 0,1  | —       |
| Gesamt                                                                                   | Gesamt                                                                       | 1.541.434 | 100  | 140     |
|                                                                                          |                                                                              |           |      |         |
| Ungültige Stimmen                                                                        | Ungültige Stimmen                                                            | 57.076    | 3,6  |         |
| Wähler                                                                                   | Wähler                                                                       | 1.598.510 | 43,0 |         |
| Wahlberechtigte                                                                          | Wahlberechtigte                                                              | 3.713.897 |      |         |
|                                                                                          |                                                                              |           |      |         |
| Quelle: Komisioni Qendror i Zgjedhjeve (Vorläufiges Ergebnis; 5215 von 5225 Wahlbezirke) |                                                                              |           |      |         |